# Achirus lineatus
Achirus lineatus är en fiskart som först beskrevs av Carl von Linné 1758.  Achirus lineatus ingår i släktet Achirus och familjen Achiridae. Inga underarter finns listade i Catalogue of Life.

## Bildgalleri

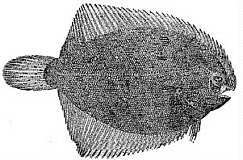
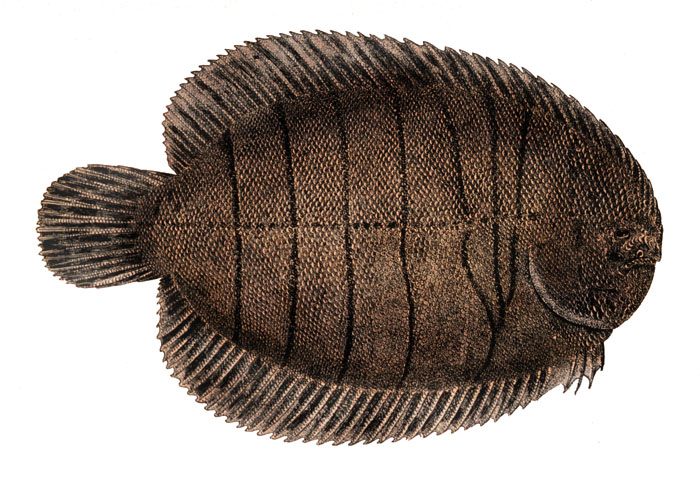